# St. Aposteln (Aachen-Burtscheid)

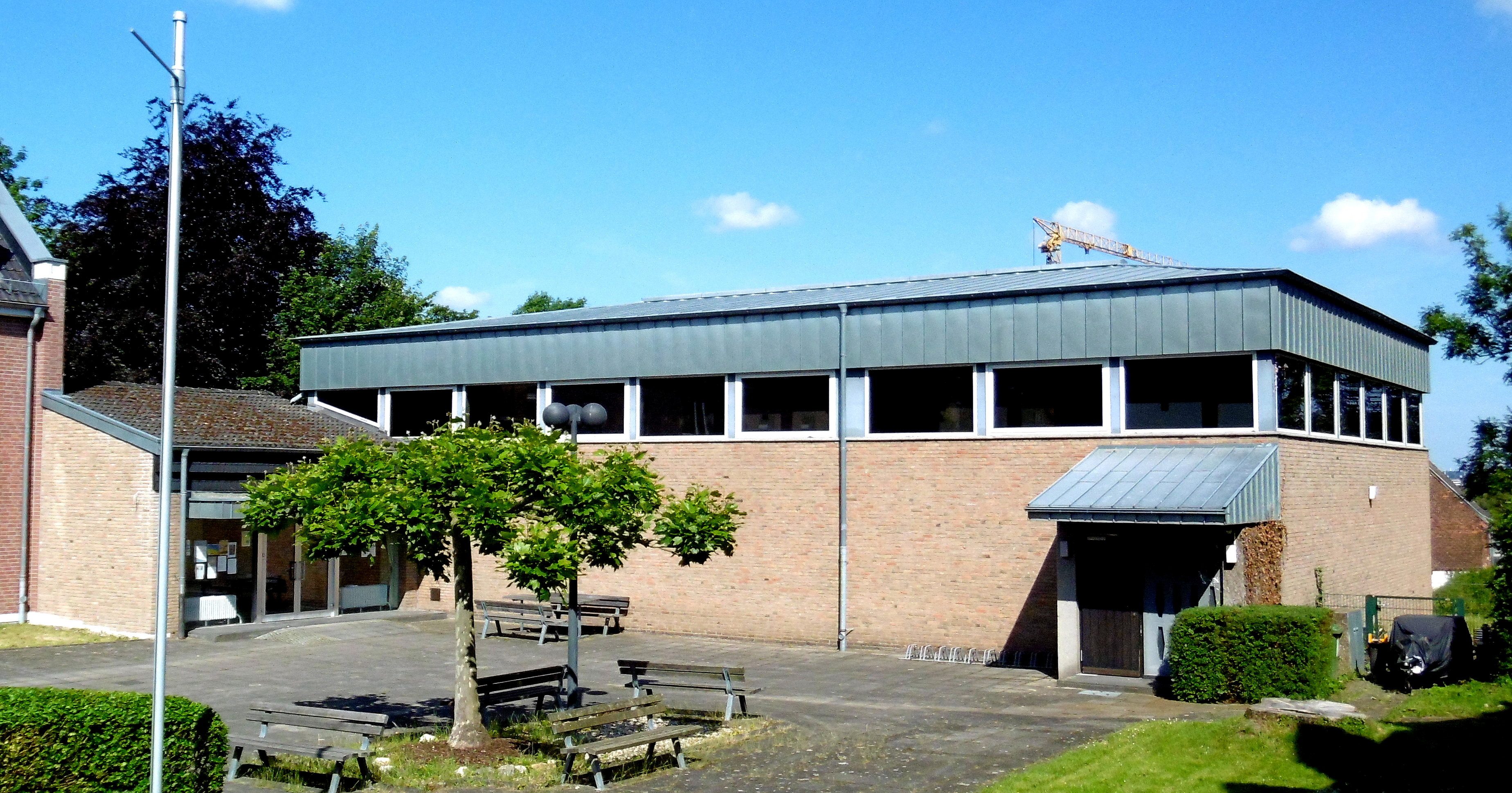
St. Aposteln

Das Gemeindezentrum St. Aposteln in Aachen-Beverau ist eine römisch-katholische Filialkirche der Pfarrei St. Gregor von Burtscheid  in der „GdG Aachen-Burtscheid“ im Bistum Aachen. Es wurde 1970 nach Plänen von Hubert Olion für das Neubaugebiet Beverau und für die dortige Wohnsiedlung der Angehörigen der bis Mitte der 1990er-Jahre in Aachen stationierten belgischen Streitkräfte in Deutschland erbaut.

## Geschichte
Nachdem ab Mitte der 1960er-Jahre das Gebiet rund um das Gut Branderhof auf Beverau, wo zuvor hauptsächlich die Reihenhäuser für die im Aachener Süden stationierten belgischen Soldatenfamilien standen, großflächig neu bebaut wurde, initiierten Bürgervertreter aus der neuen Siedlung unter Federführung von Heinz Malangré in Zusammenarbeit mit der für diesen Wohnbereich zu jener Zeit zuständigen Pfarre St. Michael in Burtscheid den Bau eines Gemeindezentrums im Sinne einer Hauskirche. Damit sollte den Katholiken zum einen der Weg zur Pfarrkirche erspart und zum anderen ein Ort für verschiedene gesellschaftliche und soziale Gemeinschaftsveranstaltungen geschaffen werden.
Unter diesen Aspekten entstand unter Berücksichtigung der Liturgiereform in den 1960er-Jahren nach Plänen von Hubert Olion das neue Gemeindezentrum mit einem Raum für die Werktagskapelle und zwei hiervon durch eine bewegliche Wand getrennte Räume für gesellige Veranstaltungen, die bei Bedarf mit dem Kapellenraum für Gottesdienste im größeren Rahmen verbunden werden können. Am 14. November 1970 wurde die neue Kirche eingeweiht und unter das Patrozinium der zwölf Apostel gestellt.
Seitdem wird die Kirche für die Wochenendmessen und Schulgottesdienste genutzt und die Werktagsandachten finden jeweils in dem dann abgetrennten kleineren Kapellenraum statt. In den geöffneten Gemeinschaftsräumen finden regelmäßige Versammlungen, Vorträge, Nachbarschaftstreffen oder Flohmärkte statt, an denen bis zur Auflösung der belgischen Kasernen auch die Familien der dort stationierten Soldaten teilnahmen.
Seit der Umstrukturierung der Gliederungseinheiten im Bistum Aachen im Jahr 2010 gehört St. Aposteln zur Pfarrei St. Gregor von Burtscheid in der „GdG Aachen-Burtscheid“.

## Baucharakteristik
Der aus Ziegelsteinen errichtete L-förmige eingeschossige Bau besteht aus dem langrechteckigen Trakt mit Flachdach für die Gemeindeveranstaltungen und einem dazu rechtwinklig anstoßenden kurzen Gebäude mit flachem Pultdach für Wirtschaftsräume und dem Haupteingang. Im Haupttrakt befindet sich die räumlich flexible Saalkirche, die durch Ziehharmonika-Trennwände von einer kleineren Werktagskapelle zu einem größeren Kirchenraum umgewandelt werden kann. Seitlich am Kopf des Gebäudes wurde ein kleinerer Eingang ebenfalls mit Pultdach vorgebaut, durch den die Werktagskapelle separat betreten werden kann. Bei offenen Trennwänden wird der Saalbereich zum Veranstaltungsraum umfunktioniert. Für das nötige Tageslicht sorgt ein an zwei Seiten verlaufendes schmales Fensterband unterhalb der Dachtraufen.
Die sakrale Ausstattung wie der runde Altartisch, der rechteckige Ambo mit rundem Fuß, das schlanke runde Tabernakel, das schlichte kleine Altarkreuz, das Taufbecken, die vier Sedilien und die Schutzmantelmadonna wurden von dem Künstler Bonifatius Stirnberg gestaltet.

## Orgel
Die Orgel im Gemeindezentrum St. Aposteln Aachen-Burtscheid wurde 1981 von der Firma Wilbrand aus Übach-Palenberg gebaut. Sie besitzt 12 Register und verfügt über eine mechanische Spiel- und Registertraktur. Ihre Disposition im Einzelnen:
| I Manual C–g3 |           |    |
| 1.            | Rohrflöte | 8′ |
| 2.            | Principal | 4′ |
| 3.            | Flöte     | 2′ |
| 4.            | Mixtur    | 2′ |
| 5.            | Schalmey  | 8′ |

| II Manual C–g3 |             |        |
| 6.             | Holzgedeckt | 8′     |
| 7.             | Gemshorn    | 4′     |
| 8.             | Principal   | 2′     |
| 9.             | Quinte      | 2 ⁄3′  |
| 10.            | Terz        | 1 3⁄5′ |

| Pedal C–f1 |         |     |
| 11.        | Pommer  | 16′ |
| 12.        | Subbass | 08′ |

- Koppeln: II/I; I/P; II/P